# توهوکو الکتریک پاور
توهوکو الکتریک پاور (انگلیسی: Tohoku Electric Power) شرکت برق ژاپنی است، که در سال ۱۹۵۵ تأسیس شد.